# Johann Heinrich Wohlien

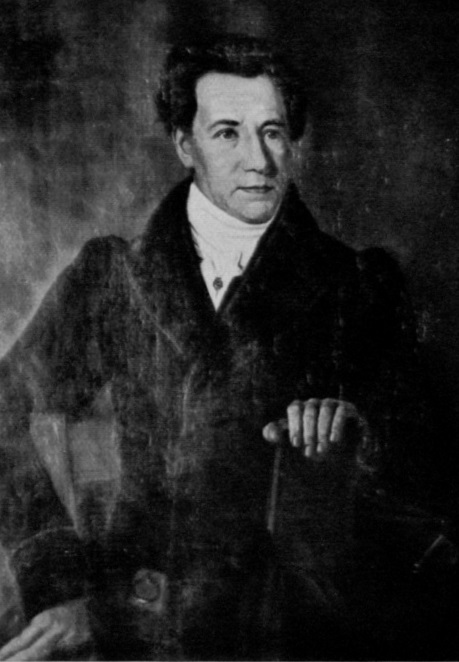
Gemälde J.H. Wohliens von seinem Sohn Christoph Wilhelm Wohlien (1835)

Johann Heinrich Wohlien (* 1779 in Hamburg; † 1842 in Altona; auch Johann Hinrich, auch Wohlin und Wollin) war ein Altonaer Orgelbaumeister.
Er war Mitglied der bekannten Orgelbauerfamilie Wohlien. Johann Heinrich Wohlien wurde als Sohn des Orgelbauers Balthasar Wohlien (* 1745 in Wilster; † 1804 in Hamburg), dem Schwiegersohn von Johann Paul Geycke, geboren. Sein einziger Bruder war der Klavier- und Orgelbauer Lorenz Rudolph Wohlien, mit dem er die zweite Generation des Familienunternehmens bildete.
Johann Heinrich Wohlien verlegte die Werkstatt nach Altona. Zeitweise arbeitete er mit seinem Onkel Joachim Wilhelm Geycke zusammen. Nach 1804 erfolgte die Werkstatttrennung und Wohlien schloss sich mit Johann Carl Eduard Erdland zusammen. Mit dem Enkel Johann Friedrich Eduard Wohlien (1843–1871), Sohn von Johann Conrad Rudolph Wohlien, erlosch die Firma.

## Werkliste
| Jahr    | Ort                           | Gebäude                              | Bild | Manuale | Register | Bemerkungen |
| ------- | ----------------------------- | ------------------------------------ | ---- | ------- | -------- | --- |
| 1680    | Cappel                        | St. Peter und Paul                   |      | II/P    | 30       | Verpackung der Orgel des Hamburger Dominikanerkloster St. Johannis von Arp Schnitger (1680) für den Transport nach Cappel (1816) → Orgel von St. Peter und Paul (Cappel) |
| 1818    | Puerto de la Cruz (Teneriffa) | Nuestra Señora de la Peña de Francia |      | II/p    | 12       | Neubau, gemeinsam mit Joachim Wilhelm Geycke |
| 1819    | Ritzebüttel                   | Dorfkirche                           |      | II/P    |          | Einbau der gekauften Orgel aus dem Hamburger Heilig-Geist-Hospital, gemeinsam mit Joachim Wilhelm Geycke; in die neue Orgel von 1972 wurden zehn alte Stimmen übernommen |
| 1821/22 | Hamburg                       | St.-Pauli-Kirche                     |      | II/P    | 29       | Neubau; nicht erhalten; 2011 Neubau durch Bartelt Immer in Anlehnung an Wohlien (II/P/20) (Foto)                                                                         |
| 1833    | Altona                        | Hauptkirche Sankt Trinitatis         |      |         |          | Umbau |